# Alessandro Nivola
Alessandro Antine Nivola (n.28 iunie 1972, Boston) este un actor american, cunoscut pentru rolurile pe care le-a jucat în filmele Față în față, Jurassic Park III și în trilogia Goal!!.

## Filmografie
- Față în față (1997)